# ألفارو بيانكي
ألفارو بيانكي (بالإيطالية: Alvaro Bianchi)‏ هو مجدف إيطالي، ولد في 23 أبريل 1925.

## وصلات خارجية
- ألفارو بيانكي على موقع الاتحاد الدولي للتجديف (الإنجليزية)
- ألفارو بيانكي على موقع أوليمبيديا (الإنجليزية)